# معهد الإعلام الأردني

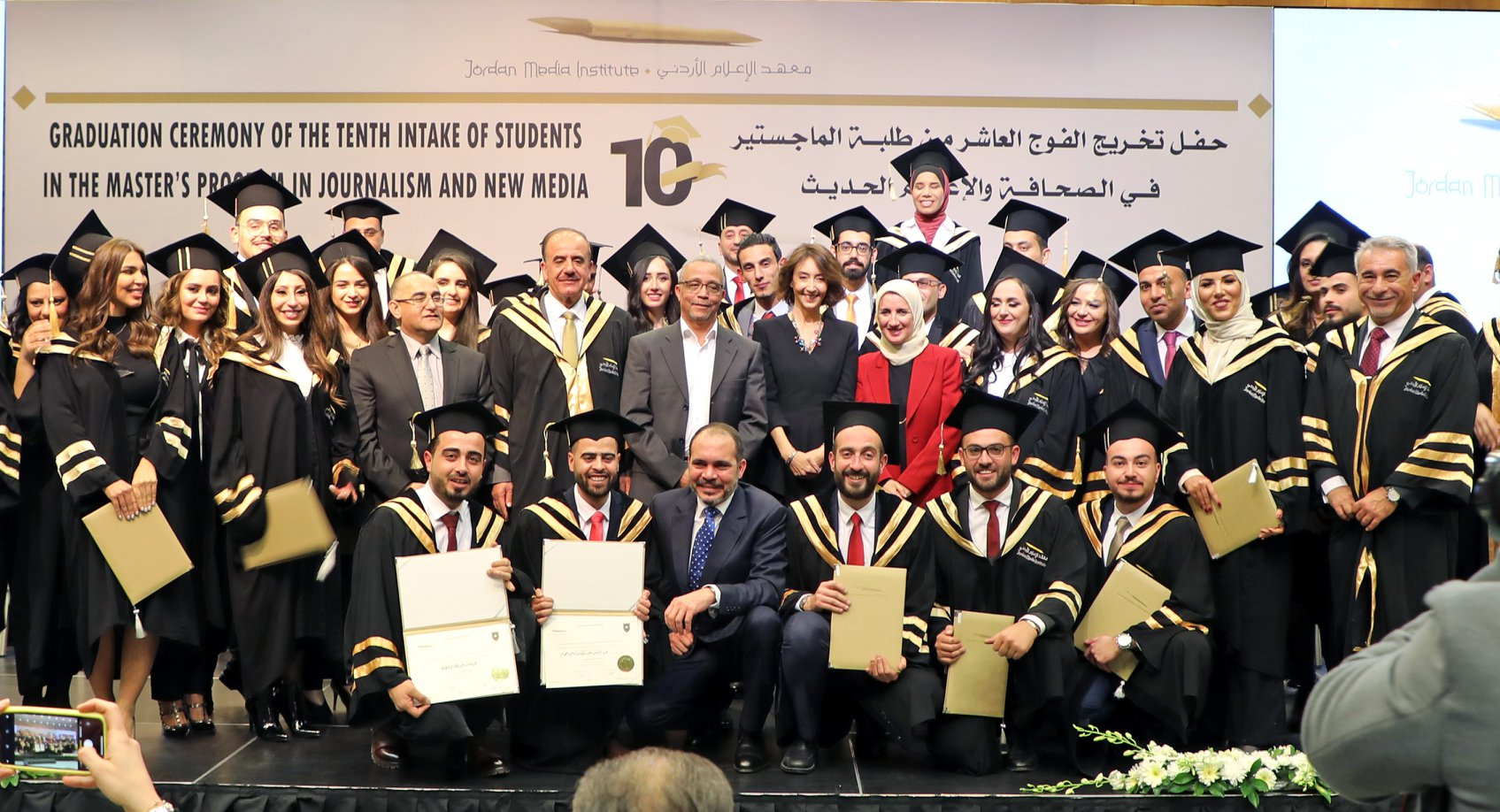
حفل تخريج الفوج العاشر من طلبة معهد الإعلام الأردني

معهد الإعلام الأردني. هو مؤسسة تعليمية غير ربحية تُعنى بالصحافة. وتهدف لتطوير أداء العاملين في الإعلام في الأردن والمنطقة العربية.

## برنامج الماجستير
يقدم معهد الإعلام الأردني برنامج الماجستير العملي في الصحافة والإعلام الحديث بالتعاون مع الجامعة الأردنية بموجب اتفاقية أكاديمية تربط المؤسستين، حيث تكون مدة الدراسة لمسار الشامل عامٍ واحد، ومسار الرسالة أربعة فصول دراسية، وتجدر الإشارة إلى أن لغة التدريس في معهد الإعلام الأردني هي اللغة العربية، كما وتقدم بعض الدروس ومحاضرات الضيوف باللغة الإنجليزية. ويشكل برنامج الماجستير النواة الأساسية لتطوير مهارات البحث والكتابة الصحفية وإرساء المعايير الأخلاقية للصحافة الحقيقية لدى الطلاب

## مرصد مصداقية الإعلام الأردني «أكيد»
أكيد مشروع ينفذه معهد الإعلام الأردني بدعم من برنامج التمكين الديمقراطي  التابع لصندوق الملك عبد الله الثاني للتنمية
، ليكون أداة للتحقق من المعلومات والاخبار التي تقدمها وسائل الإعلام.

## التربية الإعلامية والمعلوماتية
يعمل معهد الإعلام الأردني على نشر مفاهيم «التربية الإعلامية والمعلوماتية»

 في الأردن على ثلاثة مستويات:
- الأول: إدخال مفاهيم ومهارات التربية الإعلامية والمعلوماتية إلى النظام التعليمي الأردني على مستوى التعليم في المدارس العامة وعلى مستوى الجامعات.
- الثاني: إدماج مفاهيم ومهارات التربية الإعلامية والمعلوماتية في المؤسسات الشبابية الأردنية.
- الثالث: نشر مفاهيم التربية الإعلامية والمعلوماتية في الحياة العامة من خلال وسائل الإعلام ومؤسسات التنشئة الاجتماعية ومؤسسات المجتمع المدني.

## دورات تدريبية
كما ويقوم المعهد بعقد دورات تدريبية مكثفة وورشات عمل متخصصة تلبي احتياجات الوسط الإعلامي، يتم فيها عرض المهارات الصحفية المختلفة من تحرير وتصوير وتأهيل للإعلام التلفزيوني والإذاعي والمجتمعي. وتعقد بعض من الدورات التدريبية في المعهد بالتعاون مع:
- أكاديمية دويتشه فيله (DW Akademie)
- مؤسسة كارنيغي في نيويورك
- الاتحاد الأوروبي
- وزارة خارجية مملكة النرويج
- منظمة «منتدى الفيدراليات» الكندية
- اليونسكو منظمة الأمم المتحدة للتربية والعلم والثقافة.
- المركز الدولي للصحفيين (ICFJ) ومركزه واشنطن في الولايات المتحدة.
- الوكالة الكندية للتنمية الدولية (CIDA) ومقرها غاتينو في كندا.
- المنظمة العربية للتربية والثقافة والعلوم (ALECSO) ومقرها في تونس.
- يونيسف منظمة الأمم المتحدة للطفولة.
- المؤسسة الألمانية للتعاون الدولي.
- منتدى الفيدراليات بدعم من الحكومة الكندية.
- صندوق الملك عبد الله الثاني للتنمية.
- منظمة العمل الدولية.
- معهد الصحافة النرويجي.
- الوكالة الأمريكية للتنمية الدولية (USAID).

## تأسيس المعهد
أسست معهد الإعلام الأردني سمو الأميرة ريم علي في 14 أغسطس 2006، وتم افتتاحه رسمياً في فبراير 2010.

## المراجع

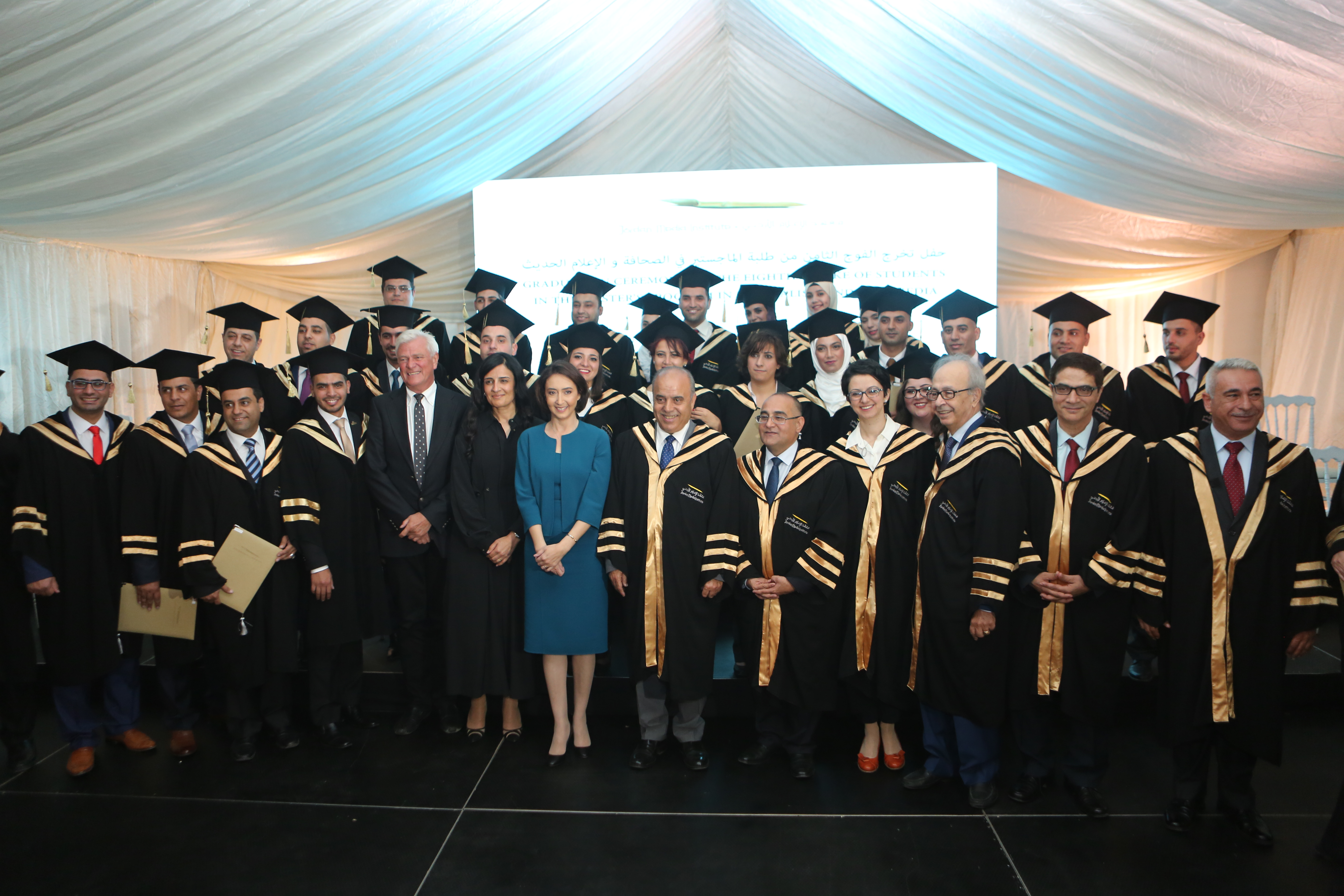
الأميرة ريم علي ترعى حفل تخرج الفوج الثامن من طلبة معهد الإعلام الأردني

## روابط خارجية

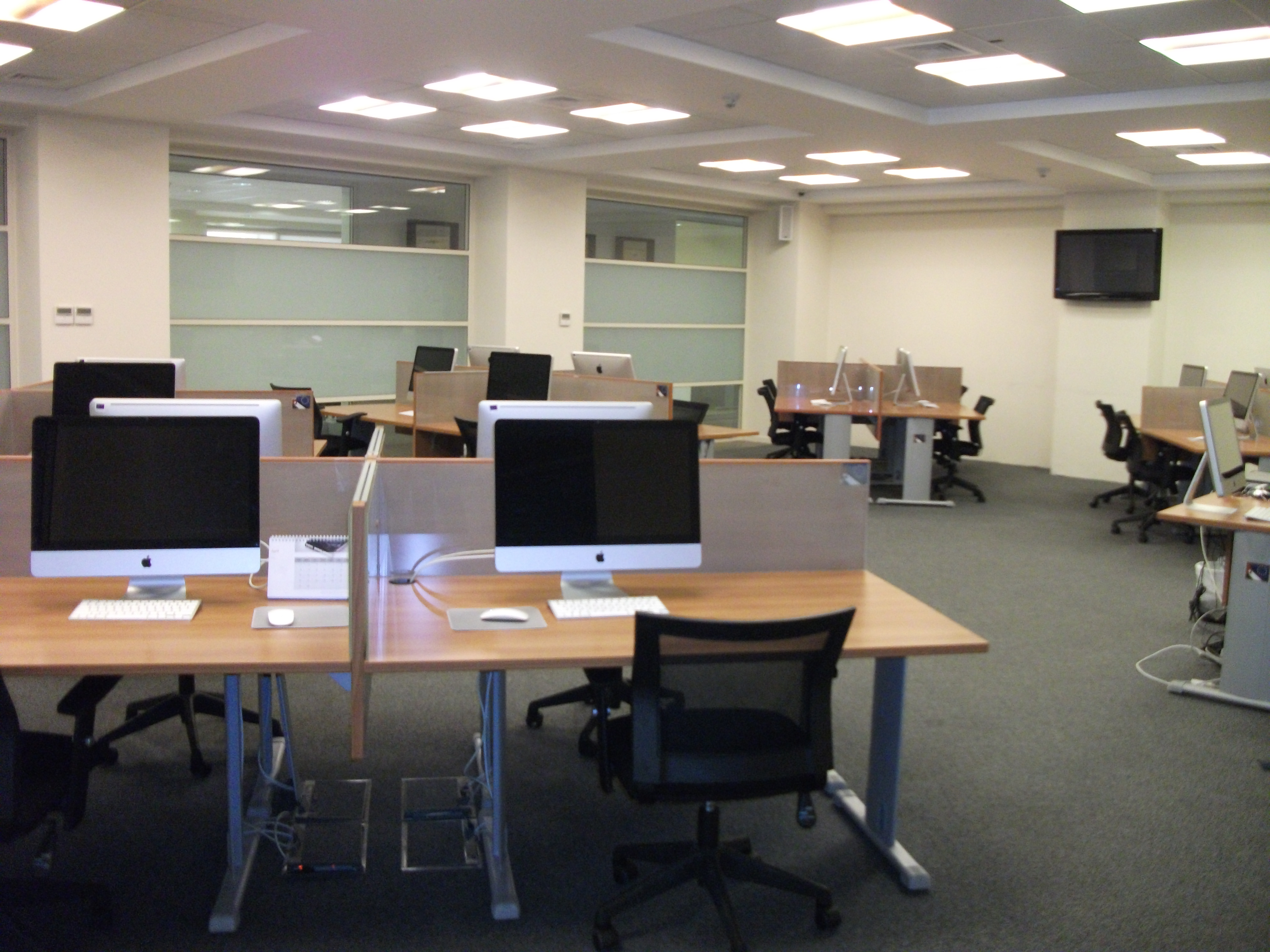
غرفة الأخبار في المعهد

- الموقع الرسمي للمعهدغرفة الأخبار في المعهد
- وزارة التعليم العالي والبحث العلمي
- الجامعة الأردنية
- صحافيون موقع أعمال طلبة معهد الإعلام الأردني